# The Naughty Flirt
Pour plus de détails, voir Fiche technique et Distribution.
The Naughty Flirt est un film américain réalisé par Edward F. Cline, sorti en 1930.

## Synopsis
Un avocat ne supporte plus le comportement puéril de la fille de son patron.

## Fiche technique
- Titre : The Naughty Flirt
- Réalisation : Edward F. Cline
- Scénario : Richard Weil et Earl Baldwin
- Photographie : Sidney Hickox
- Montage : John Rawlins
- Pays de production : États-Unis
- Format : Noir et blanc - 1,37:1
- Genre : comédie romantique
- Date de sortie : 1930

## Distribution
- Alice White : Katherine Constance 'Kay' Elliott
- Paul Page : Alan Joseph Ward
- Myrna Loy : Linda Gregory
- Robert Agnew : Wilbur Fairchild
- Douglas Gilmore : John Thomas 'Jack' Gregory
- George Irving : John Raleigh Elliott
- Lloyd Ingraham : Juge Drake (non crédité)
- Fred Kelsey : Policier (non crédité)
- Marian Marsh : une amie de Kay (non crédité)
- Jane Keckley (non créditée)
- Geraldine Dvorak (non créditée)